# 채용생
채용생(蔡龍生, 1953년 12월 8일 ~ )은 대한민국의 정치인이다. 제25·26대 속초시장을 역임했다.

## 학력
- 청호국민학교 (졸업)
- 속초중학교 (졸업)
- 속초고등학교 (졸업)
- 한국방송통신대학교 (행정학과 / 학사)
- 연세대학교 행정대학원 (행정학 / 석사)

## 역대 선거 결과
|  | 63.41% |

|  | 48.00% |

|  | 47.82% |